# Université Comenius de Bratislava

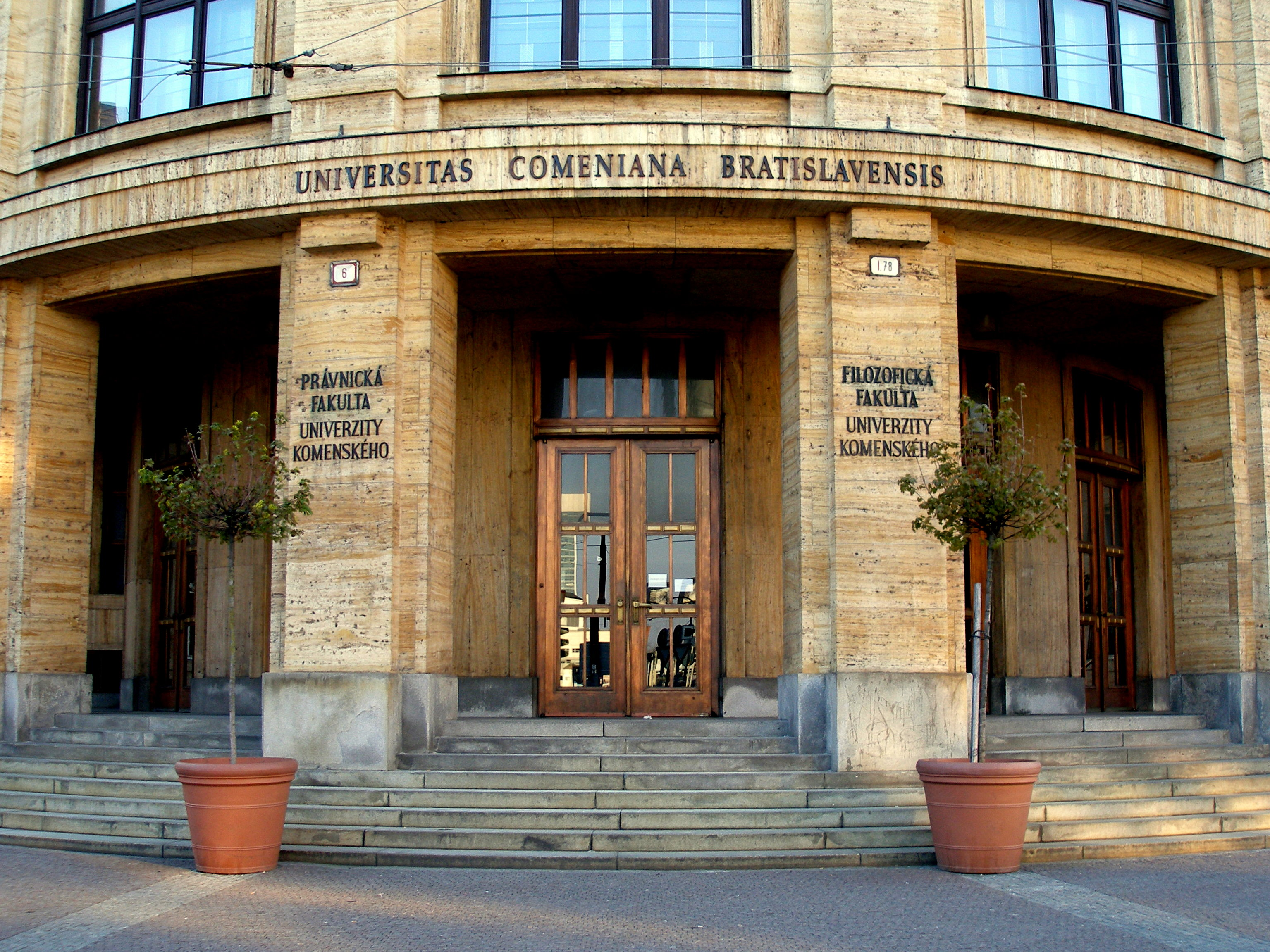
Entrée de l'université Comenius.

L’université Comenius de Bratislava (slovaque : Univerzita Komenského v Bratislave) est la plus grande université de Slovaquie. La plupart de ses facultés sont situées à Bratislava. Elle a été fondée en 1919, peu de temps après la création de la Tchécoslovaquie. Son nom fait référence au pédagogue du XVIIe siècle Comenius. En 2006, l'université Comenius comptait plus de trente mille étudiants et deux mille membres de corps professoral.
L'université participe aux échanges universitaires européens, en particulier via le réseau d'Utrecht.

## Histoire
La création de l'université de Bratislava, décidée le 27 juin 1919 par l'Assemblée nationale tchécoslovaque, est effective le 11 juillet 1919.
Les cours y étaient donnés en langues slovaque et tchèque. Les facultés de médecine et de théologie (catholique et protestante) ont été fondées dès le 31 juillet 1919. Les premiers enseignants étaient des professeurs tchèques, dont la majorité ne sont venus en Slovaquie que pour une période limitée.
Elle reçoit le nom d’université Comenius à compter du 11 novembre 1919.
Les facultés de droits et de lettres ont commencé à fonctionner en 1921.
Durant la période de l’État slovaque (la première « république slovaque » de 1938 à 1945), l’université porte de nom d’université slovaque avant de redevenir université Coménius en 1954.
La faculté des sciences est créée le 4 janvier 1947, la faculté de pédagogie en 1946, la faculté de pharmacie en 1952. La faculté d’éducation physique et de sport est créée en 1960. En 1964, une antenne est ouverte à Trnava, en 1969, une faculté de médecine à Martin. Une faculté autonome de mathématiques et physique est ouverte en 1980.
Après la fin du système communiste sont créées les facultés de management (1991) et de sciences sociales et économiques (2002).

## Liste des facultés
- Faculté de médecine (Lekárska fakulta LF UK)
- Faculté de médecine Jessenius de Martin (Jesseniova lekárska fakulta v Martine JLF UK)
- Faculté de pharmacie (Farmaceutická fakulta FaF UK)
- Faculté de droit (Právnická fakulta PraF UK)
- Faculté des lettres (Filozofická fakulta FiF UK)
- Faculté des sciences (Prírodovedecká fakulta PriF UK)
- Faculté de mathématiques, physique et informatique (Fakulta matematiky, fyziky a informatiky FMFI UK)
- Faculté d'éducation physique et sportive (Fakulta telesnej výchovy a športu FTVŠ UK)
- Faculté de pédagogie (Pedagogická fakulta PdF UK)
- Faculté de théologie protestante (Evanjelická bohoslovecká fakulta EBF UK)
- Faculté de théologie catholique Cyrille-et-Méthode (Rímskokatolícka cyrilometodská bohoslovecká fakulta RKCMBF UK)
- Faculté de management (Fakulta managementu FM UK)
- Faculté de sciences sociales (Fakulta sociálnych a ekonomických vied FSEV UK)